# Silviya Germanova
Silviya Germanova (cirílico:Силвия Германова) (Gotse Delchev, 12 de fevereiro de 1961) é uma ex-basquetebolista búlgara que conquistou a Medalha de Prata disputada nos XXII Jogos Olímpicos de Verão realizados em 1980 na cidade de Moscovo, União Soviética.